# Operação Cronos
A Operação Cronos foi uma operação integrada entre o Ministério da Segurança Pública e o Conselho Nacional dos Chefes de Polícia Civil para combater homicídios e feminicídios. A operação prendeu mais de duas mil e seiscentas pessoas em todo o país. De acordo com a Polícia Civil, 7 800 policiais participaram das ações em todo o Brasil.
Segundo o ministro Raul Jungmann, a operação integrada é um exemplo de como funcionará o Sistema Único de Segurança Pública, em vigor desde junho, após a sanção da Lei n.º 13.675/2018.
As investigações também contaram com o apoio da coleta de material genético que tem como previsão chegar a um banco de dados até o fim de 2019, 130 mil DNAs coletados.
De acordo com o ministério, a escolha do nome Cronos faz referência à supressão do tempo de vida da vítima, reduzido pelo autor do crime.

## Prisões
- 42 por prática de feminicídio
- 404 por homicídio
- 289 por crimes relacionados à Lei Maria da Penha
- 640 por posse ou porte irregular de arma de fogo, tráfico de drogas entre outros
- 1.252 presos em decorrência de mandados de prisão[5]